# Харгана (Селенгинський район)
Харгана (рос. Харгана) — улус Селенгинського району, Бурятії Росії. Входить до складу Сільського поселення Нижньоубукунське.
Населення —  950 осіб (2015 рік). 